# Desno Sredičko
Desno Sredičko – wieś w Chorwacji, w żupanii karlowackiej, w gminie Lasinja. W 2011 roku liczyła 213 mieszkańców.